# Maksym Horodynets
Maksym Mykolajovytj Horodynets (ukrainska: Максим Миколайович Городинець), född 11 oktober 1998 i Horisjni Plavni, är en ukrainsk sportskytt.

## Karriär
Vid EM 2024 i Osijek tog Horodynets guld i 25 meter snabbpistol samt silver i lagtävlingen i samma gren tillsammans med Volodymyr Pasternak och Pavlo Korostylov. Han tog även ytterligare ett guld tillsammans med Julija Korostylova i den mixade lagtävlingen i 25 meter snabbpistol.